# Nemoraea ornata
Nemoraea ornata är en tvåvingeart som först beskrevs av Jacques-Marie-Frangile Bigot 1889.  Nemoraea ornata ingår i släktet Nemoraea och familjen parasitflugor. Inga underarter finns listade i Catalogue of Life.